# Strada provinciale Fondo Valle Savena
La strada provinciale Fondo Valle Savena è una strada provinciale italiana della città metropolitana di Bologna. Non ha mai ricevuto un numero, venendo sempre identificata con la sigla FVS.

## Storia
Un percorso alternativo alla Futa che passasse lungo il corso del fiume Savena viene teorizzato solo nella seconda metà del XX secolo, con i primi lavori che iniziano nel 1950.
Il 12 marzo del 2005 il tratto presso le Gole di Scascoli fu interrotto da una grossa frana: una parete rocciosa di 40.000 metri cubi invase l'alveo del Savena, rendendo inagibile il percorso e danneggiando la strada. La Fondovalle venne riaperta solo il 26 maggio del 2006, dopo grossi interventi ad opera di Regione, Provincia e comune di Loiano. Successivamente venne aperta una variante con due ponti, che permise di evitare un tratto a valle di un costone roccioso.
Nel 2021 viene trasferita alla gestione ANAS la SP 85, naturale prosieguo della Fondovalle Savena da Pianoro a Rastignano.
Il 1º marzo del 2023 si è verificato un altro cedimento franoso di ingenti dimensioni, che ha interrotto il transito stradale sempre presso le Gole di Scascoli. Inizialmente era previsto da parte della Città metropolitana un investimento di 415.000 euro per la riapertura della Fondovalle. In seguito alle alluvioni avvenute in maggio la situazione si è aggravata, rendendo necessari interventi di maggior consistenza e dunque più costosi.

## Percorso
La strada nasce sotto il centro abitato di Pianoro vecchio, collegandosi alla Strada Statale 65 della Futa. Attraversa la valle costeggiando il fiume da cui prende il nome tra i comuni di Loiano e Monzuno senza incontrare alcuna località per più di 20 km, passando anche attraverso le cosiddette Gole di Scascoli, un tratto particolarmente incassato tra ripidi costoni di pietra non di rado soggetti a frane. Una volta giunta all'incrocio con la SP 59 presso il Ponte di Monzuno inizia a risalire nel comune di Monghidoro, lasciando il fondovalle sotto la località Valgattara, fino a congiungersi con la SP 60, verso il confine col comune di San Benedetto Val di Sambro, nei pressi di Ca' di Pallerino (760 m s.l.m.).